# Sporting Club Cerro de Reyes
El Sporting Club Cerro de Reyes, también conocido como Sporting Cerro, fue un equipo de fútbol ubicado en el barrio de Cerro de Reyes, en Badajoz (España). Fundado el verano de 2012, sustituyó a la desaparecida Agrupación Deportiva Cerro de Reyes Badajoz Atlético. El primer equipo dejó de competir en 2014.

## Historia
Durante el verano de 2012 se funda el Sporting Club Cerro de Reyes y se registra en la categoría amateur de Primera Regional de Extremadura. Un proyecto que sirve para dar continuidad a la desaparecida Agrupación Deportiva Cerro de Reyes Badajoz Atlético fruto de mala gestión y falta de patrocinadores. El finado equipo cerrista fue excluido en 2010 de la categoría de Segunda División B por incomparecencia en dos partidos consecutivos producto de una huelga de jugadores debido al impago de sus nóminas.
En la primera temporada de su historia el Sporting Cerro finaliza en 2.ª posición, solo por detrás del Badajoz, también refundación de su histórico con el que se vivieron intensos derbis durante la campaña, ambos con victoria del equipo blanquinegro. La temporada 2012-13 culmina con el ascenso de categoría a Regional Preferente de Extremadura.
En la temporada 2013-14, el equipo lograría realizar una buena campaña finalizando la liga en 5.ª posición, quedándose a un puesto de la promoción de ascenso a Tercera División. Tras finalizar la temporada, el club no se inscribiría en la próxima campaña, dejando de competir el primer equipo tras dos años.
A pesar de la desaparición del primer equipo, las categorías inferiores siguieron compitiendo principalmente en fútbol sala hasta 2019, cuando los problemas económicos obligaron a la entidad a dejar de competir.

## Uniforme
- Uniforme titular: camiseta a franjas verticales azul y blanca, pantalón azul y medias azules y blancas.
- Uniforme alternativo: camiseta con tres rayas verticales de color negro, blanco y verde, pantalón negro y medias negras.

## Estadio
El primer equipo disputaba sus encuentros en el estadio municipal José Pache, ubicado en la avenida Jaime Montero de Espinosa de Badajoz.
Las categorías inferiores del Cerro de Reyes disputaban sus partidos en el Pabellón Antonio Domínguez , situado en el barrio Cerro de Reyes de Badajoz. El Pabellón tiene capacidad para 600 espectadores aproximadamente.

## Datos del club
Trayectoria del Sporting Club Cerro de Reyes (desde la temporada 2012-13):
- Temporadas en 1.ª: 0
- Temporadas en 2.ª: 0
- Temporadas en 2.ªB: 0
- Temporadas en 3.ª: 0
- Temporadas en Regional Preferente de Extremadura: 1 (2013-14)
- Temporadas en Primera Regional de Extremadura: 1 (2012-13)